# Claës Fredrik Hornstedt
Claudius (Claës) Fredric Hornstedt (Linköping, 10 de febrero de 1758-Helsinki, 19 de mayo de 1809) fue un médico, explorador y naturalista sueco. También fue ilustrador botánico, y pupilo de Carl Peter Thunberg.

## Biografía
Era hijo del secretario de la ciudad (y después alcalde) Olof Hornstedt, y de su esposa Charlotte Ell. Tanto el padre como el abuelo representaban la ciudad natal de Linköping, en varias reuniones del Parlamento sueco. El joven Clas fue educado inicialmente por un tutor privado, luego asistió a la escuela en Linköping durante cuatro años, de 1774 a 1777. Recibió una esmerada educación de historia natural en la Universidad de Upsala. Su tesis doctoral trató sobre 1.781 plantas recolectadas en Japón por su maestro y mentor, Thunberg. Por invitación del Thunberg partió en 1783 para Batavia, capital del imperio colonial holandés, desde Göteborg, a bordo de la "Sophia Magdalena", un buque perteneciente a la Compañía Sueca de las Indias Orientales. Con el apoyo de la Sociedad de Batavia de las Artes y las Ciencias, comenzó a coleccionar especímenes de historia natural, montado expediciones a las islas interiores y vecinos. Aprendió los idioma malayo y mandarín. Sus cartas muestran un descontento creciente con el modo de vida europeo y su prodigalidad. Vestía ropa china, se adaptó a la comida china y frecuentaba los barrios chinos.
En 1784, dejó Java, después de sufrir los efectos de malaria e ictericia, pero aun así se las arregló para volver con una impresionante colección de historia natural y objetos etnológicos. Su colección también contiene un conjunto de dibujos de medicina basada en un texto médico japonés. Estos dibujos fueron dadas a él por Isaac Titsingh que había vuelto a Batavia después de su segundo viaje a la estación de la East India Company en Dejim.
Durante 1786, hizo breves visitas a los Países Bajos, Francia y Dinamarca, y luego estudió para un grado en medicina en la Universidad alemana de Greifswald. Una vez de vuelta en Suecia, fue nombrado consejero y profesor de Historia Natural en el museo en Linköping en 1787. En 1796, se alistó en la marina sueca, y fue prisionero de guerra en la guerra sueco-rusa de 1808. Luego se convirtió en médico jefe en un lazareto de Rusia sobre la fortaleza de Suomenlinna.

## Algunas publicaciones
- Nova Genera Plantarum, quorum partem primam exhibent Praeses Carol. P. Thunberg, et Resp. Claudius Fr. Hornstedt, Upsal. d. xxiv. Nov. MDCCLXXC. (Viele der unter Thunberg angefertigten Dissertationen stammen aus Thunbergs Feder, der seine Schüler die von ihm zu Papier gebrachten Thesen dann verteidigen ließ. Hornstedt hatte aber zumindest die Zeichnungen der Pflanzen selbst angefertigt.)
- Dissertationem inauguralem C.F. Hornstedt, qua Fructus Javae Esculenti Eorumque Usus Cum Diaeteticus Tum Medicus ... Praeside ... Christ. Ehr. Weigel ... Pro Gradu Doctoris Publico Examini Submittit Auctor Claudius Fr. Hornstedt, ... In Aud. Maj. D. VII. Sept. A. MDCCLXXXVI. Gryphiae: Röse, 1786.

## Eponimia
Género
- (Zingiberaceae) Hornstedtia Retz.[3]